# Piotr Kryst
Piotr Krzysztof Kryst – polski lekarz, specjalista w dziedzinie chirurgii ogólnej i urologii, nauczyciel akademicki, doktor habilitowany nauk medycznych, profesor CMKP, Dyrektor Centrum Medycznego Kształcenia Podyplomowego.

## Życiorys
W 1985 ukończył studia w Wydziale Lekarskim Warszawskiej Akademii Medycznej. Specjalista w dziedzinie chirurgii ogólnej (1988) i urologii (1994).
Stopień doktora nauk medycznych uzyskał w 1995 w Warszawskiej Akademii Medycznej na podstawie dysertacji pt. Leczenie chorych z powierzchniowymi guzami pęcherza moczowego (Tis, Ta, T1; G1 - G3) dopęcherzowymi wlewkami szczepionki IMMUN BCG PASTEUR F, której promotorem był Andrzej Borkowski.
Stopień doktora habilitowanego nauk medycznych uzyskał w 2022 w Centrum Medycznym Kształcenia Podyplomowego na podstawie osiągnięcia naukowego pt. Próba identyfikacji markerów i/lub czynników molekularnych odpowiedzialnych za progresje wybranych nowotworów układu moczowego: raka nerki i raka pęcherza moczowego w połączeniu z praktycznym aspektem umiejętnego zastosowania technik chirurgicznych celem jak najkorzystniejszego wyboru ścieżki terapeutycznej dla pacjenta z rakiem układu moczowego. Od 2022 profesor w Centrum Medycznego Kształcenia Podyplomowego.
Zawodowo związany z Centrum Medycznego Kształcenia Podyplomowego, gdzie pracuje na stanowisku kierownika II Kliniki Urologii. Dyrektor CMKP w kadencji od 1 września 2024 do 31 sierpnia 2028. Ponadto od 2017 Dyrektor ds. Medycznych Szpitala Bielańskiego w Warszawie. Wcześniej w latach 1995-2007 pracował w Klinice Urologii Warszawskiej Akademii Medycznej na stanowiskach kolejno asystenta, adiunkta i ordynatora. Odbywał staże naukowe, m.in. w Klinice Urologii Szpitala Cochin w Paryżu (stypendysta rządu francuskiego) oraz Klinice Urologii Szpitala CMC w Paryżu.
Członek Polskiego Towarzystwa Urologicznego (PTU), w tym pełnił funkcje Przewodniczącego Oddziału Mazowieckiego PTU (2013-2022), członka Zarządu Głównego PTU oraz członka Komitetu Naukowego Kongresów PTU. Ponadto członek Europejskiego Towarzystwa Urologicznego. Pomysłodawca oraz kierownik naukowy i organizacyjny Mazowieckich Dni Urologii.
Autor i współautor blisko 100 publikacji dotyczących urologii, w tym uroonkologii, urologii czynnościowej, endourologii oraz urologii laparoskopowej.

## Odznaczenia
- Srebrny Krzyż Zasługi (2021)[5]